# آلوئیس رایزر
آلوئیس رایزر (انگلیسی: Alois Reiser؛ ‏ ۶ آوریل ۱۸۸۴ – ۴ ژوئیهٔ ۱۹۷۷) آهنگساز، موسیقی‌دان و رهبر ارکستر اهل ایالات متحده آمریکا بود.
از فیلم‌هایی که وی در آن‌ها نقش داشته‌است، می‌توان به دو هفته مرخصی و دست‌نیافتنی اشاره نمود.